# Lijst van rivieren in Arizona
Dit is een lijst van rivieren in Arizona.

## Naar stroomgebied

### Stroomgebied van de Colorado
- Colorado
  - Bill Williams River
    - Big Sandy River

  - Gila
    - Agua Fria River
    - Hassayampa River
    - Salt River
      - Black River
      - Cave Creek
      - New River
      - Tonto Creek
      - Verde River
        - Oak Creek

      - White River

    - San Francisco River
    - San Pedro River
    - San Simon River
    - Santa Cruz
      - Sonoita Creek

  - Havasu Creek
  - Little Colorado River
    - Diablo
    - Puerco River
    - Zuni River

  - Paria River
  - Virgin River

### Stroomgebied van de Río Yaqui
- Río de San Bernardino

## Alfabetisch
- Agua Fria River
- Big Sandy River
- Bill Williams River
- Black River
- Cave Creek
- Colorado
- Gila
- Hassayampa River
- Havasu Creek
- Indian Bend Wash
- Little Colorado River
- New River
- Oak Creek
- Paria River
- Salt River
- (Río de) San Bernardino
- San Pedro River
- San Simon River
- Santa Cruz
- Sonoita River
- Tonto Creek
- White River
- Verde River
- Virgin River

Alabama · Alaska · Arizona · Arkansas ·  Californië · Colorado · Connecticut · Delaware · Florida · Georgia · Hawaï · Idaho ·  Illinois · Indiana · Iowa · Kansas · Kentucky · Louisiana · Maine · Maryland · Massachusetts · Michigan · Minnesota · Mississippi · Missouri · Montana · Nebraska · Nevada · New Hampshire · New Jersey · New Mexico · New York ·  North Carolina · North Dakota · Ohio · Oklahoma · Oregon · Pennsylvania · Rhode Island · South Carolina · South Dakota · Tennessee · Texas · Utah · Vermont · Virginia · Washington (staat) · Washington D.C. · West Virginia · Wisconsin · Wyoming